# Rubem Fonseca
Rubem Fonseca (ur. 11 maja 1925 w Juiz de Fora, zm. 15 kwietnia 2020 w Rio de Janeiro) – brazylijski pisarz i scenarzysta filmowy.
Fonseca urodził się w stanie Minas Gerais, jednak w dzieciństwie zamieszkał w Rio de Janeiro (później akcja wielu jego utworów będzie się rozgrywała w tym mieście). Ukończył studia prawnicze.
Debiutował w 1963 zbiorem opowiadań Os prisioneiros i od tej pory co kilka lat publikuje kolejne zbiory oraz powieści. Był cenionym scenarzystą, a jego książki adaptowano na potrzeby filmu. Przy konstruowaniu fabuły utworów, często wykorzystywał środki charakterystyczne dla powieści sensacyjnej (czarnego kryminału) oraz schematy popularne w kulturze masowej. Jego dzieła cechuje filmowa mnogość dialogów i zwrotów akcji.
Bohaterem Wielkich emocji i uczuć niedoskonałych (Vastas emoçőes e pensamentos imperfeitos 1988), jedynej wydanej w Polsce książki Fonseki, jest zmagający się z niemocą twórczą brazylijski reżyser. Zafascynowany prozą Izaaka Babla wyrusza do Europy w poszukiwaniu, rzekomo cudem odnalezionego w archiwach bezpieki, rękopisu jedynej ukończonej powieści rosyjskiego pisarza. Książkę na język polski przetłumaczyła Janina Klawe.